# Колодези (Рославльский район)
Колодези — деревня в Рославльском районе Смоленской области России. Входит в состав Сырокоренского сельского поселения. Население в 2007 году составляло 19 жителей. 
Расположена в южной части области в 35 км к северо-востоку от Рославля, в 3 км южнее автодороги А101 Москва — Варшава («Старая Польская» или «Варшавка»), на берегу реки Десна. Южнее деревни, в девятнадцати километрах, расположена железнодорожная станция Щепоть на линии Рославль — Фаянсовая.

## История
В годы Великой Отечественной войны деревня была оккупирована гитлеровскими войсками в августе 1941 года, освобождена в сентябре 1943 года.